# 水亭站
水亭站（：／ Sujeong yeok */?）是釜山地鐵2號線沿線的一座地下車站，位於韓國釜山廣域市北區華明洞，韓語副站名為「放送通信大」（방송통신대）。

## 車站結構
站體為2面2線側式月台的地下車站，候車月台設有月台幕門，並有4處出口。

### 月台配置
| 德川 ↑ |
| \| 上  |
| ↓ 華明 |

| 月台 | 路線               | 目的地                     |
| ---- | ------------------ | -------------------------- |
| 上行 | ●釜山都市铁道2号线 | 德川、沙上、西面、萇山方向 |
| 下行 | ●釜山都市铁道2号线 | 湖浦、梁山方向             |

## 歷史
- 1999年6月30日：落成啟用。

## 車站周邊
- 華明洞郵局
- 華明市場
- 洛東高校
- 釜山北部警察署
- 韓國放送通信大學釜山分校

## 圖片

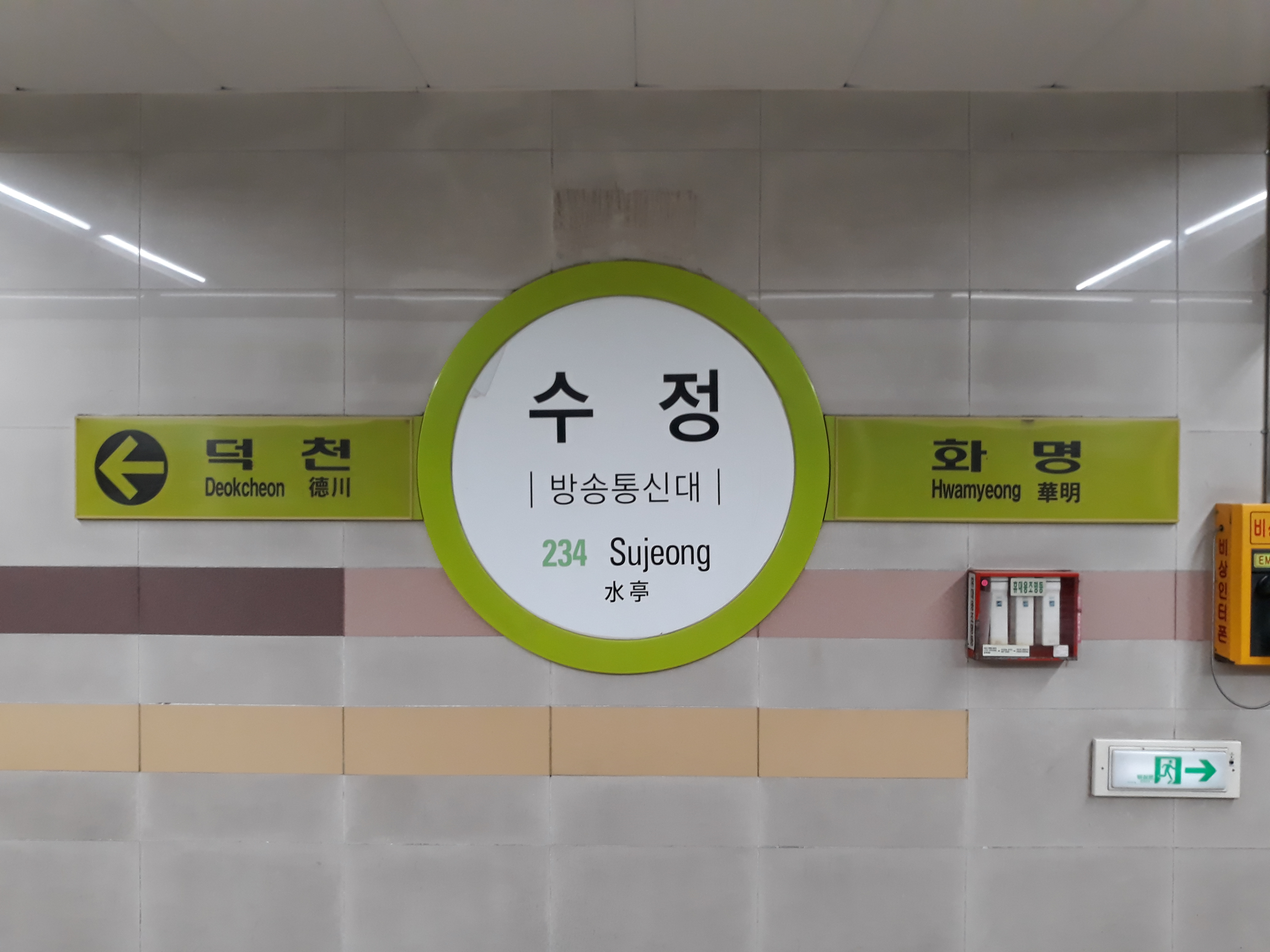
站名牌
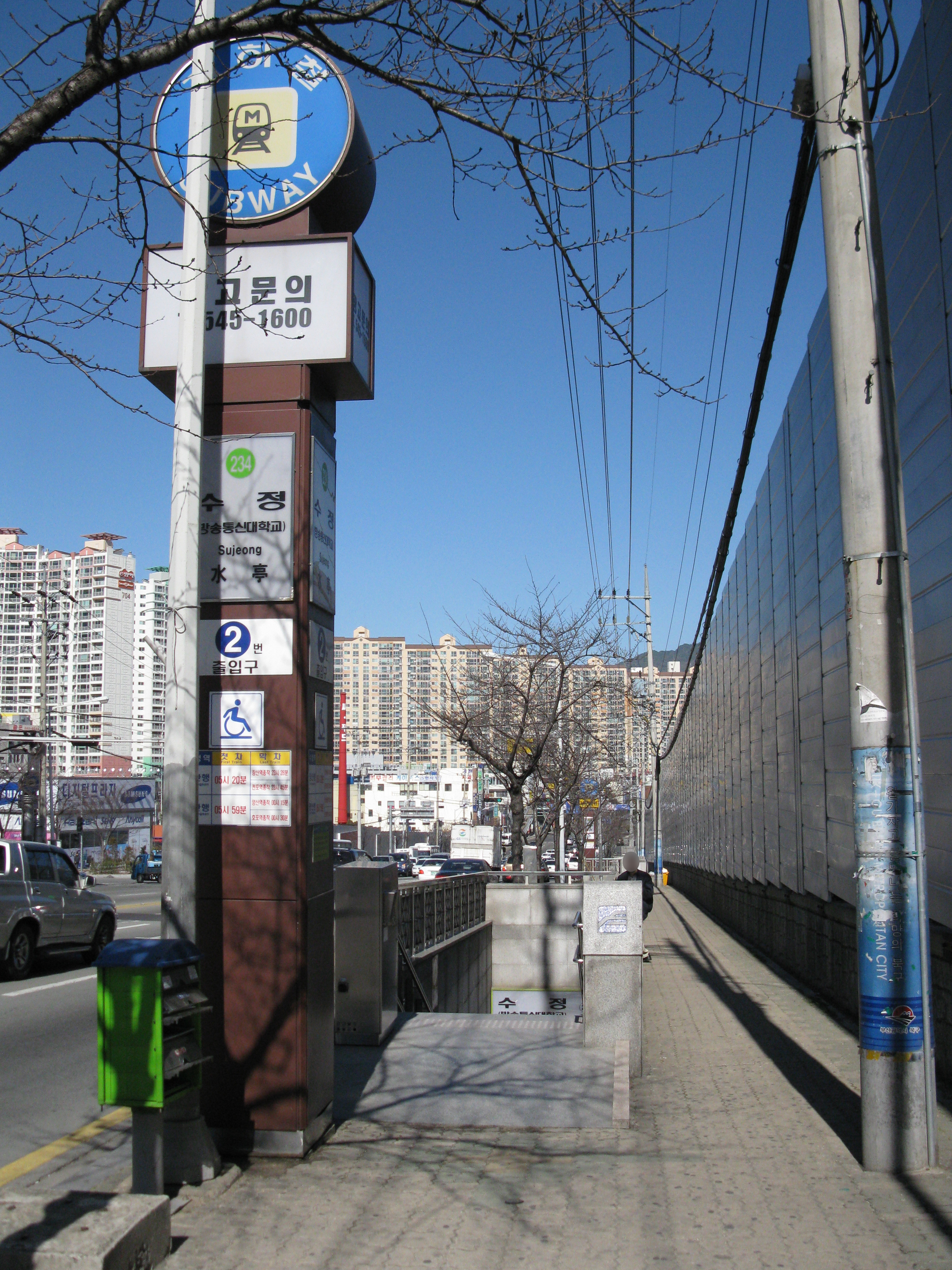
2號出口（2009年）

## 相鄰車站
釜山交通公社
●釜山都市铁道2号线
德川（233）－水亭（234）－華明（235）